# غاري ميراندا
غاري ميراندا (بالإنجليزية: Gary Miranda)‏ هو كاتب سيناريو وشاعر أمريكي، ولد في 1939 في بريميرتون في الولايات المتحدة.